# Thiên Hạc
Chòm sao Thiên Hạc (天鶴), (tiếng La Tinh: Grus) là một trong 88 chòm sao hiện đại, mang hình ảnh chim Sếu.
Chòm sao này có diện tích 366 độ vuông, nằm trên thiên cầu nam, chiếm vị trí thứ 45 trong danh sách các chòm sao theo diện tích.
Chòm sao Thiên Hạc nằm kề các chòm sao Bạch Dương, Nam Ngư, Hiển Vi Kính, Ấn Đệ An, Đỗ Quyên, Phượng Hoàng, Ngọc Phu.

## Tên gọi
Chòm sao Thiên Hạc (Grus) từng là một phần của chòm sao Nam Ngư ( Piscis Austrinus ) . Thế nhưng Johann Bayer - nhà thiên văn học người Đức đã tạo ra chòm sao Thiên Hạc vào thế kỉ 16 sau khi làm thẳng phần đuôi của chòm sao Nam Ngư để nó không đè lên đầu của chòm sao Thiên Hạc.

## Thiên thể
Các thiên thể đáng quan tâm
- Sao Alnair, ký hiệu: α Gru, sáng gấp 70 lần Mặt Trời
- Sao khổng lồ đỏ β Gru, cách Mặt Trời 140 ly, biểu thị cho trái tim của Hạc
- Sao khổng lồ lam γ Gru, cách Mặt Trời 230 ly